# 重庆人民公园

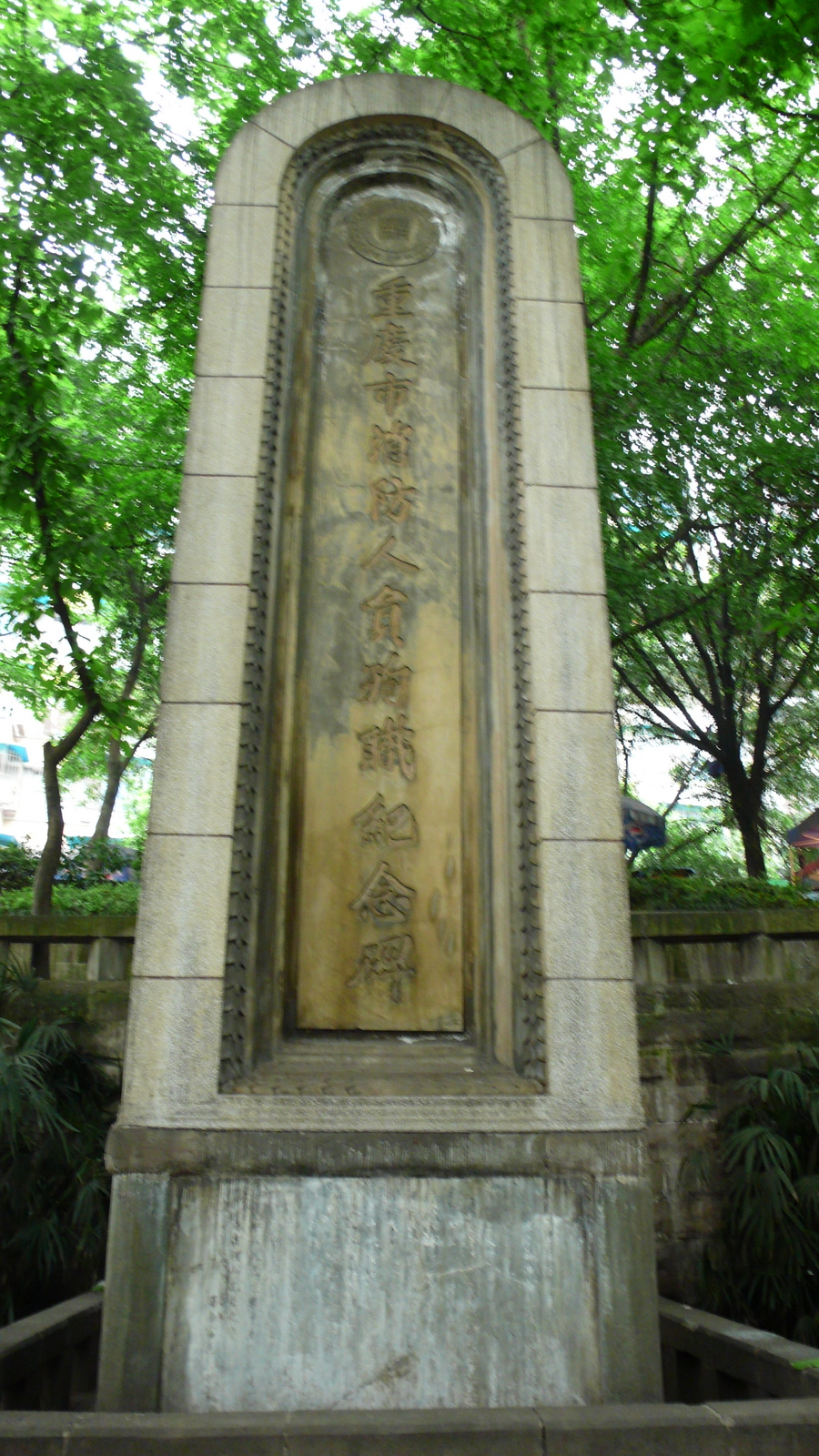
重慶市消防人員殉職紀念碑正面

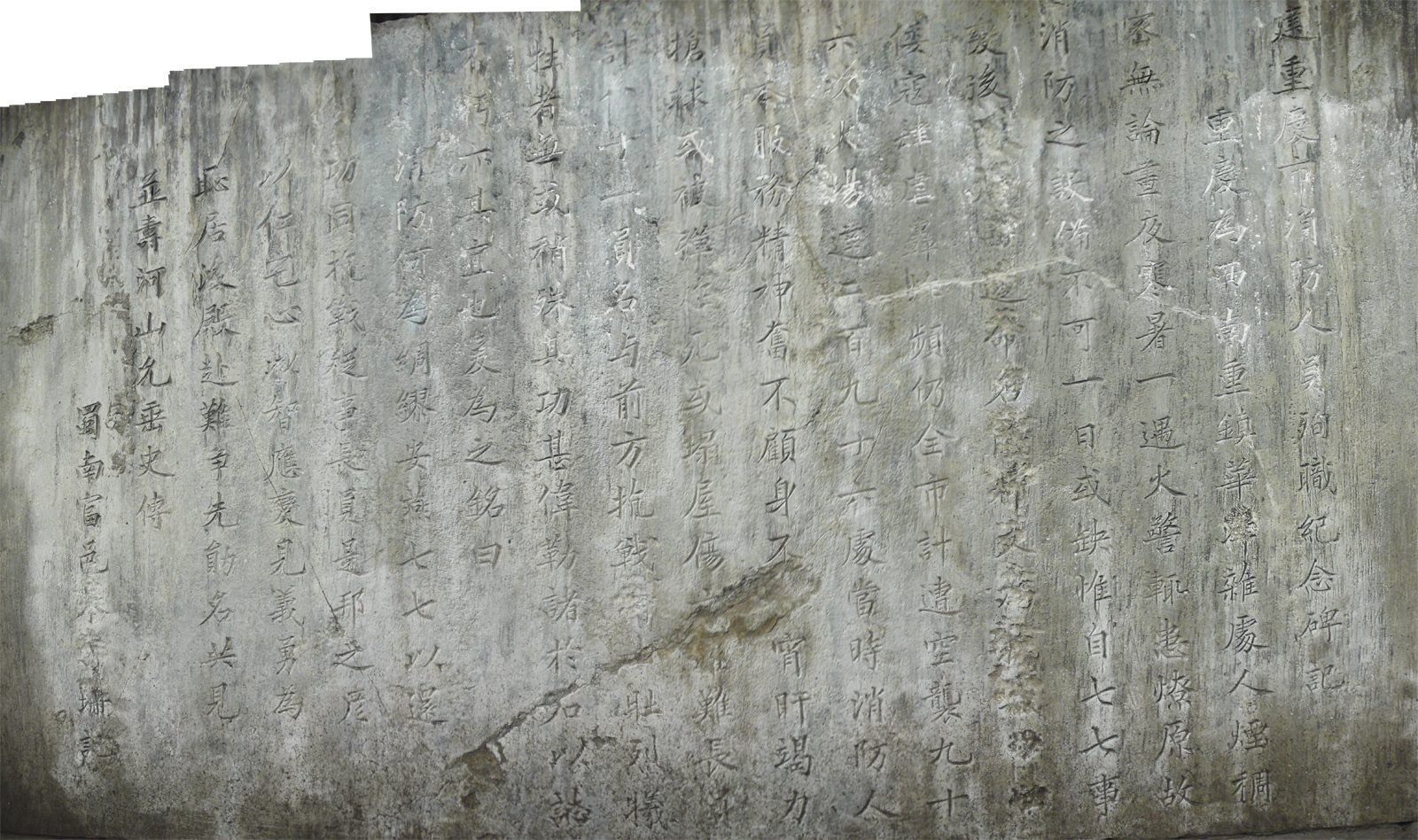
侧面

重庆人民公园是一个位于重庆渝中区的公园。

## 历史
始建于1926年，1929年建成开放，取名中央公园。是重庆市第一个公园，1939年更名为中山公园，1949年后改为人民公园。紧邻解放碑中央商务区，面积1.2公顷。
公园内有重庆市消防人员殉职纪念碑，九三学社成立旧址纪念碑，中山亭等建筑物。